# حمام پیوه ژن
حمام پیوه ژن؛ نام حمامی تاریخی مربوط به دورهٔ صفوی است و در شهرستان مشهد، روستای پیوه ژن واقع شده و این اثر در تاریخ ۸ دی ۱۳۹۰ با شمارهٔ ثبت ۳۰۴۷۴ به‌عنوان یکی از آثار ملی ایران به ثبت رسیده‌است.